# Gymnophora arcuata
Gymnophora arcuata är en tvåvingeart som först beskrevs av Johann Wilhelm Meigen 1830.  Gymnophora arcuata ingår i släktet Gymnophora och familjen puckelflugor. Arten är reproducerande i Sverige. Inga underarter finns listade i Catalogue of Life.